# Venuta e trionfo di Cristo
La Venuta e trionfo di Cristo   o Sette gioie della Madonna è un  dipinto del pittore primitivo fiammingo Hans Memling, realizzato circa nel 1480 e conservato nella Alte Pinakothek  di Monaco di Baviera in Germania. 

## Storia
Fu ordinato per ordine di Pieter Bultync e di sua moglie, Katelyne van Ryebeke a presiedere sopra l'altare nella cappella della gilda Tanner o Saddler (conceria e pelletteria), della Chiesa di Nostra Signora a Bruges dove conservato fino al 1780 e successivamente portato nella Alte Pinakothek  di Monaco di Baviera.

## Descrizione
Il dipinto, di complessa iconografia, svolge anche complesse funzioni devozionali e liturgiche.
Mostra venticinque episodi dei cicli della vita di Maria e della vita di Gesù (tra cui le Sette gioie della Vergine) combinati in una composizione narrativa in cui la scena centrale (l'adorazione dei Magi) offusca la sua importanza condividendola con molti altri. Tra le scene rappresentate ci sono l'annunciazione alla Vergine, l'annunciazione ai pastori, la natività, la strage degli innocenti, la passione, la resurrezione, l'ascensione, la Pentecoste, la dormizione di Maria e l'Assunta. Un simile stile narrativo fu usato dallo stesso pittore nella Passione di Torino  (1470 circa), commissionato dall'italiano Tommaso Portinari  (conservato nella Galleria Sabauda di Torino).
La composizione della scena centrale ha un'importante simbologia liturgica: Maria Vergine, tiene il bambino (il pane eucaristico) nel suo mantello , che rappresenta l'Ara Dei (Altare di Dio) o Ara Coeli (Altare del Cielo), mentre i Magi rappresentano simbolicamente la Chiesa universale.
Le Messe celebrate su questa pala d'altare a beneficio dei membri della gilda e dei loro parenti, vivi e morti, non avevano un pubblico limitato; l'apertura dell'architettura gotica del tempio ha permesso una chiara visione della cappella e del suo altare. Il dipinto era completamente visibile dal deambulatorio. L'esposizione di dettagli della selleria nella scena dei Magi è un modo per evidenziare il legame di un dipinto e una cappella con quella gilda e funge da una sorta di pubblicità per i prodotti delle loro attività.
La devotio moderna dell'epoca ha invitato un pellegrinaggio mentale, come un viaggio immaginario da un santuario locale e familiare a una pericolosa destinazione in Terra Santa, seguendo le orme di Cristo, soprattutto per ravvivare la passione. Questo concetto può aiutare a spiegare un'opera come questa: mostrare la via di Cristo e di sua madre attraverso i luoghi sacri.

## Galleria d'immagini

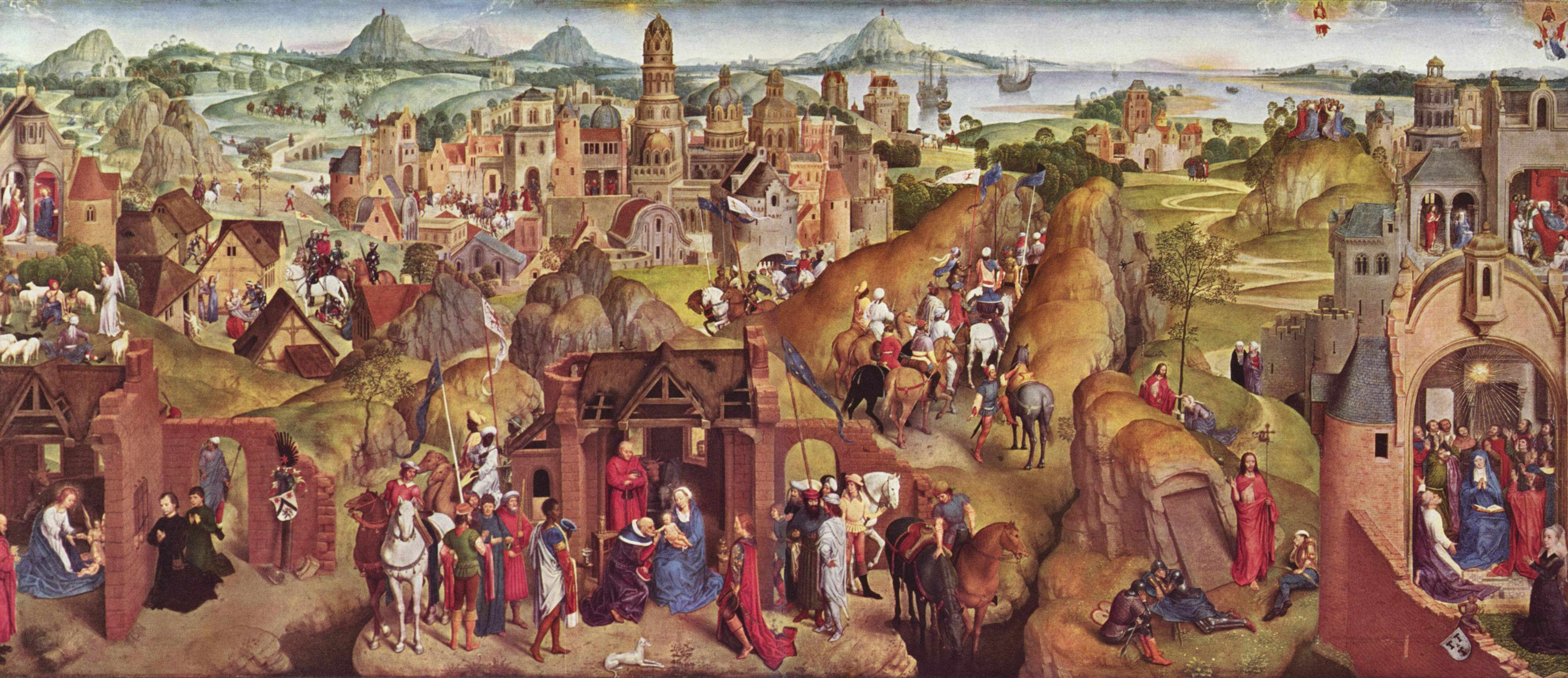